# Retrato de Edme Bochet
El Retrato de Edme Bochet es un cuadro pintado en 1811 por Jean-Auguste-Dominique Ingres. Representa a Edme Bochet, y constituye el pendant o pareja del Retrato de Madame Panckoucke que representa a su hermana. Ambos cuadros, así como el que representa a Charles Marcotte d'Argenteuil fueron presentados en el Salón de 1814. El cuadro forma parte desde 1878 de las colecciones del Museo del Louvre. 

## Forma
Ambos retratos de Edme Bochet y de su hermana Cécile Bochet, fueron realizados por Ingres ovalados, como pendants y así están reunidos hoy en el museo del Louvre. El retrato de Edme Bochet es el único retrato masculino realizado por Ingres en formato oval.

## El modelo
Edme-François-Joseph Bochet era hijo de Edme Bochet padre, administrador del Registro de Propiedades, y de su esposa Françoise Phillippine de Bellier. Él mismo era jefe de correspondencia de la Dirección del registro de propiedades. Durante su estancia en Roma entre 1810 y 1814, fue empleado de la administración imperial, y en 1811 encargó su retrato a Jean-Auguste-Dominique Ingres. Amigo de Jacques-Édouard Gatteaux, éste lo presentó, con Charles Marcotte de Argenteuil su pariente, en el taller de su amigo Jean-Auguste-Dominique Ingres, que realizará en lo sucesivo numerosos retratos de esta familia. Después de haber sido conservador de las hipotecas de París bajo el rey Luis Felipe, Edme Bochet murió en 1871 en su castillo de Maronnes en Meuvaines, Normandía, después de haber sido nombrado oficial de la Legión de Honor.